# Epsilon burmanicum
Epsilon burmanicum är en stekelart som först beskrevs av Charles Thomas Bingham 1897.  Epsilon burmanicum ingår i släktet Epsilon och familjen Eumenidae. Inga underarter finns listade i Catalogue of Life.